# Banowina wardarska
Banowina wardarska (serb./chorw. Вардарска бановина/Vardarska banovina) – jednostka podziału terytorialnego Królestwa Jugosławii w latach 1929–1941. Obejmowała tereny całej dzisiejszej Macedonii Północnej i południowej Serbii. Nazwa utworzona od rzeki Wardar. Według danych spisu powszechnego z 1931 ludność liczyła 66,5% prawosławnych, 31,7% muzułmanów, 1,2% katolików. Po upadku Jugosławii w 1941 podzielona między Bułgarię i Włochy (Albanię).
Banami banowiny wardarskiej byli:
1. Živojin Lazić – 1929-32
2. Dobrica Matković – 1932-33
3. Dragoslav Ðorđević – 1933-35
4. Ranko Trifunović – 1935-36
5. Dušan Filipović – 1936
6. Dragić Paunović – 1936-37
7. Marko Novaković – 1937-39
8. Vladimir Hajdukveljković – 1939
9. Aleksandar Cvetković – 1939
10. Aleksandar Andrejević – 1939-40
11. Živojin Rafajlović – 1940-41